# 拓跋伏羅
拓跋 伏羅（たくばつ ふくら、生年不詳 - 447年）は、北魏の皇族。晋王。

## 経歴
太武帝と越椒房のあいだの子として生まれた。442年、晋王に封ぜられ、車騎大将軍の位を加えられた。後に高平と涼州の諸軍を率いて吐谷渾の慕利延を討った。楽都に到着すると、「鄧艾が蜀を討った計にならうべきだ」と諸将に言って間道を進んだ。大母橋にいたって、慕利延の兵は不意をつかれて白蘭に敗走し、慕利延の兄の子の拾寅も河曲に敗走した。447年、死去した。子はなく、封国は除かれた。

## 伝記資料
- 『魏書』巻18 列伝第6
- 『北史』巻16 列伝第4